# 下一站是幸福 (泰国电视剧)
《下一站是幸福》（羅馬化：Ha Rak Duai Jai Thoe），又译《资深少女的初恋》，为泰国GMM 25定于2023年起播出的浪漫都市喜剧。剧集由查侬·散顶腾古（Nonkul）、泰莎昂·派索克乔纶（Aff）领衔主演，翻拍自同名并于2020年首播的中国电视剧。
此剧是由GMMTV与洞察娱乐联合制作，并在2022年11月22日在曼谷联合大厅举行的「GMMTV23 Diversely Yours」新戏发布会上公开先导预告片。

## 剧情简介
Yin是一名38岁适婚年龄的职业单身女性。后来，她的感情和事业出现的危机。伤心的她与一位名叫Shane的年轻男子喝酒。在命运的安排下他们也渐渐产生好感。

## 演员阵容
注：括号内的演员姓名为小名。

### 主要演员
- 泰莎昂·派索克乔纶（Aff）饰演 Yin
- 查侬·散顶腾古（Nonkul）饰演 Shane
- 萨哈拉·桑卡布理查（英语：Saharat Sangkapricha）（Kong）饰演 Ray
- 皮拉帕·瓦塔纳汕西瑞（Earth）饰演 Yang
- 杨芷芸（Emma Panisara）饰演 Mint

### 其他演员
- 苏帕功·斯里坡通（Pod）飾演 Champ
- 妮拉·栓勒玛（Neen）飾演 Sandy
- Jutatip Siangwan（Cherrie）
- Penpat Kairapee（Plaifah）

## 劇集原聲帶
| 《下一站是幸福》剧集原声带 | 《下一站是幸福》剧集原声带 | 《下一站是幸福》剧集原声带 |
| 曲序                       | 曲目                       | 演唱者                     |
| -------------------------- | -------------------------- | -------------------------- |
| 1.                         | I missing You（主题曲）    | 瓦拉妮·塔瓦翁              |

## 劇集迴響

### 泰國電視收視
- 收視最低的集數以藍色表示，收視最高的集數以紅色表示，而空格則表示該集的收視沒有相關數據。

| 集數 No.   | 播放日期       | 播放時段 (UTC+07:00) | 平均收視率 | 來源     |
| ---------- | -------------- | -------------------- | ---------- | -------- |
| 1          | 2023年12月18日 | 星期一 20:30         | 0.1        |          |
| 2          | 2023年12月19日 | 星期二 20:30         | 0.2        |          |
| 3          | 2023年12月25日 | 星期一 20:30         | 0.3        |          |
| 4          | 2023年12月26日 | 星期二 20:30         | 0.2        |          |
| 5          | 2024年1月8日   | 星期一 20:30         | 0.144      | [ 10 ]   |
| 6          | 2024年1月9日   | 星期二 20:30         | 0.195      | [ 11 ]   |
| 7          | 2024年1月15日  | 星期一 20:30         | 0.138      | [ 12 ]   |
| 8          | 2024年1月16日  | 星期二 20:30         | 沒有資料   | 沒有資料 |
| 9          | 2024年1月22日  | 星期一 20:30         | 沒有資料   | 沒有資料 |
| 10         | 2024年1月23日  | 星期二 20:30         | 沒有資料   | 沒有資料 |
| 11         | 2024年1月29日  | 星期一 20:30         | 沒有資料   | 沒有資料 |
| 12         | 2024年1月30日  | 星期二 20:30         | 沒有資料   | 沒有資料 |
| 13         | 2024年2月5日   | 星期一 20:30         | 沒有資料   | 沒有資料 |
| 14         | 2024年2月6日   | 星期二 20:30         | 沒有資料   | 沒有資料 |
| 15         | 2024年2月12日  | 星期一 20:30         | 沒有資料   | 沒有資料 |
| 16         | 2024年2月13日  | 星期二 20:30         | 沒有資料   | 沒有資料 |
| 平均收視率 | 平均收視率     | 平均收視率           |            | 1        |

^1  基於每集的平均觀眾份額。

## 外部連結
- GMM25官方網站 （页面存档备份，存于）（泰文）
- GMMTV官方網站（泰文）
- YouTube上的《下一站是幸福》播放列表
- MyDramaList 劇集介紹及劇評 （页面存档备份，存于）（英文）
- 豆瓣电影上《下一站是幸福》的資料 （简体中文）